# غلين كوبر
غلين كوبر (بالإنجليزية: Glenn Cooper)‏ هو كاتب وروائي وكاتب سيناريو ومنتج سنمائي أمريكي، ولد في 8 يناير 1953 في وايت بلينس في الولايات المتحدة.
هو كاتب متخصص في الروايات البوليسية وروايات الإثارة التي يميزها تداخل أجناس الخيال العلمي والرواية التاريخية والفنتازيا الأدبية. من أهم أعماله سلسلة ويل بيبر Will piper برواياتها الثلاث: كتاب الأموات، كتاب الأرواح وكتاب النبوءات.

## حياته
نشأ غلين كوبر في ضواحي نيويورك و درس في جامعة هارفارد، حيث نال شهادة البكالوريوس في علم الآثار سنة 1974. غير بعد ذلك مساره الدراسي بصورة جذرية بحيث ولج كلية الطب بجامعة تافتس في ولاية ماساشوشتس والتي تخرج منها طبيبا سنة 1978. قضى فترتي التدريب الداخلي والإقامة في المركز الطبي بيث إسرائيل ديكونيس. اشتغل لاحقا كطبيب اختصاصي في الأمراض المعدية بالمستشفى العام لماساشوستس في بوسطن.
عمل غلين كمتطوع في لجنة الإنقاذ الدولية واشتغل كطبيب مستعجلات في مخيم لاجئين في تايلاند ثم في مستشفى بهايتي.
في 1985 ولج مجال الصناعة الدوائية حيث عمل في شركة إيلي ليلي Eli Lilly الصيدلية في البحث والتطوير المرتبط بالمضادات الحيوية، وتقلد وظائف أخرى في الشركة في الولايات المتحدة وبريطانيا.
اشتغل بعد 1990 في مجموعة من الشركات الصيدلية الأخرى وارتقى في 2009 لمنصب الرئيس المدير العام لشركة إيندو Endo Pharmaceuticals. خلال مساره المهني، أشرف كوبر على مساطر المصادقة والمواءمة، من طرف إدارة الغداء والدواء الأمريكية، على العديد من الأدوية المرتبطة بأمراض الجهاز البولي وطب الغدد الصم.

## مساره الأدبي
دخل غلين كوبر الأدب من بوابة كتابة السيناريو بحيث حاول دراسة السينما في جامعة بوسطن إلا أنه لم يتممها. رغم ذلك، استطاع بيع بضعة سيناريوهات لدور إنتاج في هوليود. في 2005، عرض فيلم مسافة بعيدة Long distance، والذي شارك في كتابته. أمام النجاح المتواضع للفيلم، قرر غلين الابتعاد عن الكتابة السينمائية ليركز أكثر على إنتاج الأفلام المستقلة وكتابة الروايات.
واجه كوبر صعوبات كبيرة لإصدار أولى رواياته. أصدر في 2009 رواية كتاب الأموات، التي تدور في قالب يمزج بين الرواية التاريخية والرواية البوليسية المعاصرة والتي خلقت شخصية محقق الإف بي آي ويل بيبر. تدور أحداث الرواية حول اكتشاف مخطوطات غامضة ترجع إلى العصور الوسطى. لاقت الرواية نجاحا عالميا مبهرا بحيث بيعت منها أكثر من مليون نسخة وترجمت إلى 25 لغة. كانت الرواية انطلاقة لسلسلة روايات ويل بيبر، بحيث أصدر لاحقا كتاب الأرواح (2010) وكتاب النبوءات (2013).
استمر غلين وفيا لنفس النوع الأدبي الذي يمزج بين الإثارة والعقد البوليسية وتداخل السرد المعاصر مع الرواية التاريخية مع الاهتمام بالتفاصيل التاريخية والحضور القوي للأسئلة الفلسفية والفكرية في أعماله.

## وصلات خارجية
- الموقع الرسمي لغلين كوبر
- غلين كوبر على موقع IMDb (الإنجليزية)
- غلين كوبر على موقع قاعدة بيانات الفيلم (الإنجليزية)